# Frank Healey

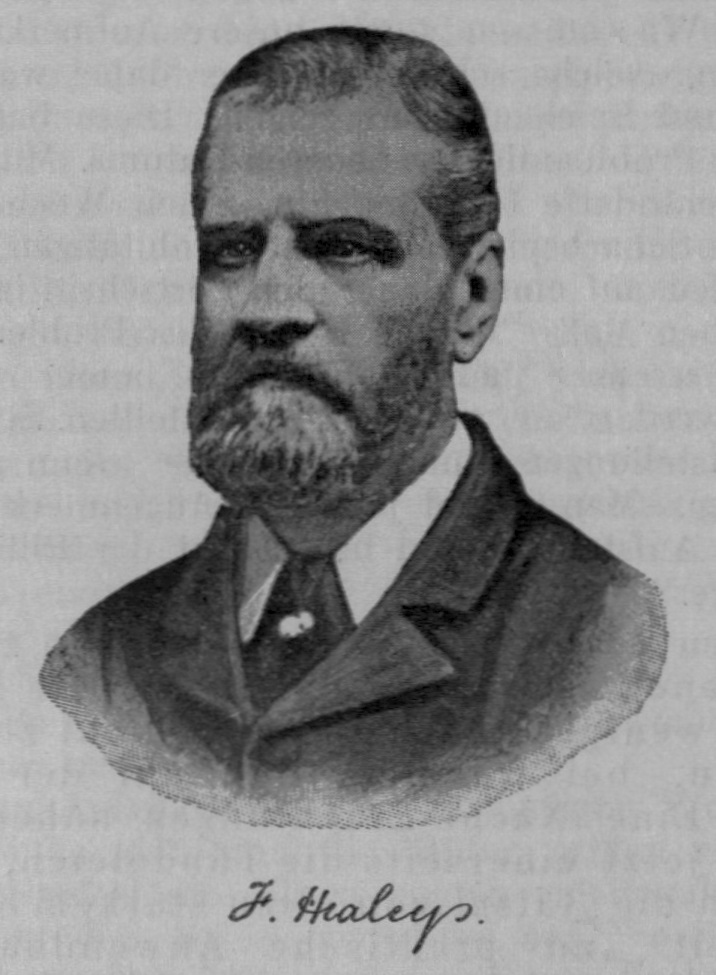
Frank Healey

Frank Healey (* 19. November 1828 in London; † 17. Februar 1906 in London) war ein bekannter englischer Schachspieler, vor allem aber Komponist von Schachaufgaben. Er veröffentlichte 1866 eine Sammlung von 200 eigenen Schachkompositionen, die er dezidiert als ästhetische, ja poetische Errungenschaften betrachtete:

„Problems are indeed the poetry of chess. The same depth of imagination, the same quick perception of the beautiful, the same fecundity of invention, which we demand from the poet, are to be found, under a different form, in the humble labours of the problematist. Surely, without pressing the analogy too far, we may say that the thirty-two pieces form the alphabet of the composer, while the Chess board is the paper, and the positions finally resulting may be fairly likened to so many stanzas.“

„Probleme sind wahrhaftig die Poesie des Schachs. Dieselbe Tiefe der Einbildungskraft, dieselbe schnelle Auffassung des Schönen, dieselbe Fruchtbarkeit der Erfindung, die wir vom Dichter verlangen, sind in anderer Form auch in den bescheidenen Mühen des Problemkomponisten zu finden. Gewiss kann man sagen, ohne die Analogie zu überspannen, dass die 32 Steine das Alphabet des Komponisten darstellen, während das Schachbrett sein Papier ist, und die schließlich entstehenden Stellungen können durchaus mit ebenso vielen Strophen verglichen werden.“

## Healeys Bahnung
Seine berühmteste Schachaufgabe zeigt die Vorausbahnung, ihm zu Ehren auch als Healeys Bahnung bezeichnet. Wegen des Erscheinungsortes ist auch Bristol-Thema für diese Bahnung verbreitet, besonders im englischen Sprachraum.
|   | a | b | c | d | e | f | g | h |   |
| 8 |   |   |   |   |   |   |   |   | 8 |
| 7 |   |   |   |   |   |   |   |   | 7 |
| 6 |   |   |   |   |   |   |   |   | 6 |
| 5 |   |   |   |   |   |   |   |   | 5 |
| 4 |   |   |   |   |   |   |   |   | 4 |
| 3 |   |   |   |   |   |   |   |   | 3 |
| 2 |   |   |   |   |   |   |   |   | 2 |
| 1 |   |   |   |   |   |   |   |   | 1 |
|   | a | b | c | d | e | f | g | h |   |

Lösung:

1. Td1–h1! Zugzwang Lb5–d7/e8

2. Dg6–b1! (droht 3. Db1–b4 matt) Ld7/e8–b5

3. Db1–g1 matt

oder

1. … S beliebig

2. Dg6–d6 matt
Im Schlüsselzug bahnt der weiße Turm im Voraus den Weg für seine Dame bis nach g1 (wodurch sich das Zielfeld h1 bestimmt). Das ist der alleinige Zweck dieses Zuges. Er kann daher nur gefunden werden, wenn man die gesamte Idee der Komposition verstanden hat.